# 朱利安·罗贝尔
朱利安·罗贝尔（法語：Julien Robert，1974年12月11日—），法国男子冬季两项运动员。他曾代表法国参加1998年、2002年和2006年冬季奥林匹克运动会冬季两项比赛，共获得二枚铜牌。